# Iamsu!
Iamsu!, de son vrai nom Sudan Ameer Williams, né le 16 novembre 1989 à Richmond en Californie, est un rappeur et producteur de musique américain. Il est membre de l'équipe de production The Invasion et meneur du collectif de hip-hop The HBK Gang. Iamsu! a également publié plusieurs mixtapes dans sa carrière comme Suzy 6 Speed, Million Dollar Afro avec Problem et la série Kilt. Il participe également à la chanson Up! de LoveRance, à Function d'E-40, et Gas Pedal de Sage the Gemini. Son premier album Sincerely Yours est publié le 13 mai 2014.

## Biographie
Iamsu! commence la musique à l'âge de 14 ans. Il apprend d'abord à jouer de certains instruments avant de créer ses propres morceaux sur son ordinateur. Il fréquente la Pinole Valley High School en Californie puis l'Université d'État de Californie à East Bay où il étudie les communications. La musique lui prenant beaucoup de temps, il décide alors de suivre ses cours en ligne avant de retourner en classe lors de la dernière année de son cursus.

### Débuts (2009–2012)
Iamsu! utilise d'abord le pseudonyme de Su, contraction de son prénom, Sudan, il opte finalement pour Iamsu!.
En 2010, Iamsu! publie sa première mixtape, Su! The Right Thing. En 2011, il produit et coécrit le single Up! du rappeur de San Francisco, LoveRance, qui fera l'objet d'un remix à succès avec en invité 50 Cent. Le morceau se classe en 46e au Billboard Hot 100 et 2e au Hot R&B/Hip-Hop Songs. La légende de la Baie de San Francisco, E-40, l'invite avec les rappeurs de Compton YG et Problem sur le morceau Function, ce morceau est un tremplin pour la carrière d'Iamsu!. Fin 2011, il publie la mixtape Young California.

### Million Dollar AfroetKilt II(2012–2013)
L'année 2012 est très riche pour le rappeur de San Francisco ; il réalise deux mixtapes abouties, intitulées Kilt et $uzy 6 $peed. Il collabore notamment avec Wiz Khalifa et Juvenile.
En 2013, il réalise en compagnie du rappeur Problem, rencontré lors de l'enregistrement de Function, une mixtape intitulée Million Dollar Afro. L'opus est très bien accueilli par les critiques, le magazine Spin allant même jusqu’à parler de l'un des meilleurs projets de l'année 2013, Iamsu! est même nommé parmi les dix rappeurs du moment. Iamsu! et Problem réalisent une tourné appelée Million Dollar Afro Tour. En mai 2013, Iamsu! réalise une nouvelle mixtape intitulée Kilt II dont il produit quasiment tous les morceaux avec l'aide du collectif The Invasion. Pitchfork donne une note de 7,5 sur 10 au projet, étayant sa critique de « largement auto produit, énergique et créatif, le projet prouve qu'Iamsu! continue de se transformer d'un rappeur agréable et prometteur en une star en devenir. » Iamsu! apparaît sur l'album de 2 Chainz, B.O.A.T.S. II: Me Time.
Pendant l'été 2013 Iamsu! et son groupe HBK Gang, composé entre autres de Sage the Gemini et P-lo, sort l'album Gang Forever. Iamsu! est présent sur le morceau à succès Gas Pedal de Sage the Gemini, le single devient disque de platine et se classe en 29e position du Billboard Hot 100.

### Sincerely Yours(depuis 2014)
Le 13 mai 2014 sort l'album studio Sincerely Yours, le premier de la carrière du rappeur. L'album comprend des invités de marque tels que 2 Chainz, Sage the Gemini, Wiz Khalifa, Too $hort et E-40. Cinq morceaux de l'album sont produits par Iamsu!. Les deux singles de l'album sont Only That Real et I Love My Squad.
En février 2015, Iamsu! réalise une mixtape intitulée Eyes on Me. Le premier extrait, Nothin Less, est produit par DJ Mustard.

## Discographie

### Album studio
- 2014 : Sincerely Yours
- 2016 : Kilt 3

### Mixtapes
- 2010 : Su! The Right Thing
- 2011 : Young California
- 2012 : Kilt
- 2012 : Stoopid (avec Jay Ant)
- 2012 : $uzy 6 $peed
- 2013 : Million Dollar Afro (avec Problem)
- 2013 : Kilt II
- 2013 : Gang Forever (avec HBK Gang)
- 2015 : Eyes on Me

### Singles
- 2013 : Let Go avec Tank (Kilt 2)
- 2013 : Hipster Girls (Kilt 2)
- 2014 : Only That Real avec 2 Chainz et Sage the Gemini (Sincerely Yours)
- 2014 : I Love My Squad (Sincerely Yours)
- 2015 : Nothin Less (Eyes on Me)
- 2016 : Up All Night avec HBK CJ (Kilt 3)

### Singles collaboratifs
- 2011 : Up de LoveRance avec Iamsu! et 50 Cent
- 2012 : Function d'E-40 avec Iamsu!, Problem et YG
- 2013 : Gas Pedal de Sage the Gemini avec Iamsu! (Remember Me)
- 2014 : Backflip de Casey Veggies avec Iamsu! et YG
- 2015 : 100 de Travis Barker avec Iamsu!, Ty Dolla Sign, Kid Ink et Tyga